# Sexto Apuleyo (cónsul en 14)
Sexto Apuleyo (en latín, Sextus Appuleius) fue un noble romano, cónsul en el año 14.

## Familia y descendencia
Era hijo de Sexto Apuleyo, cónsul en el año 29 a. C., y de su mujer Quintilia. Sobrino nieto de César Augusto, al ser su padre hijo de Octavia la Mayor, medio hermana de Augusto. Estaba casado con Fabia Numantina, hija de Africano Fabio Maximo y una prima de Augusto llamada Marcia. Tuvo un hijo, también llamado Sexto Apuleyo.

## Carrera política
Se sabe poco de su carrera, exceptuando el hecho recogido de que fue cónsul en el año 14. Fue precisamente durante su consulado cuando murió su tío abuelo Augusto, siendo sucedido en la dignidad imperial por Tiberio. Se piensa que murió poco después del año de su consulado porque no se le menciona tras él.